# Омега-гиперон
Омега-гиперон (омега-минус-частица) — элементарная частица Ω−, представляющая собой барион со странностью −3 и изотопическим спином 0. Ω-гиперон состоит из трёх s-кварков. Также Ω-гиперонами принято называть аналогичные частицы, у которых вместо одного, двух или всех трёх s-кварков находятся c-, b- или t-кварки. В основном состоянии имеет спин 3/2, но при наличии орбитального момента их спин может быть больше. Существование омега-гиперона было предсказано М. Гелл-Манном в 1962 году в рамках кварковой модели. Экспериментально открыт на ускорителе в Брукхейвенской национальной лаборатории в 1964 году.
| Частица | кварковый состав | Энергия покоя, МэВ | T | JP   | Q  | S  | c | b | t | Среднее время жизни, с | Основная мода распада   |
| ------- | ---------------- | ------------------ | - | ---- | -- | -- | - | - | - | ---------------------- | ----------------------- |
| Ω−      | sss              | 1672,45±0,29       | 0 | 3⁄2+ | −1 | −3 | 0 | 0 | 0 | (8,21±0,11)⋅10-11      | Λ0 + K− Ξ0 + π− Ξ− + π0 |

В 2017 году открыты Ω
c(3000)0, Ω
c(3050)0, Ω
c(3066)0, Ω
c(3090)0 и Ω
c(3119)0.